# 2020 FA31
2020 FA31 est un objet transneptunien de la famille des objets épars dont l'annonce a été faite le 14 février 2021 et serait un des objets connus les plus éloignés du système solaire avec 2020 FY30 annoncé le même jour.